# Херта Оберхојзер
Херта Оберхојзер (Келн, 15. мај 1911 — 24. јануар 1978, Линц на Рајни, Западна Немачка) је била ратни злочинац и нацистичка лекарка која је радила у концентрационим логорима Аушвиц и Равензбрик од 1940. године до 1943. године.

## Образовање и чланство у Нацистичкој партији
Оберхојзер је 1937. године стекла медицинску диплому у Бону, и специјализовала је дерматологију. Убрзо потом је ступила у Нацистичку партију као практикант медицине, а касније је служила као лекар у Савезу немачких девојака. Оберхојзер је, 1940. године, постављена за асистента Карла Гебхарда, тадашњег главног лекара СС, и личног лекара Хајнриха Химлера.

## Ратни злочини
Оберхојзер и Гебхард су дошли у Равензбрик 1942. како би спроводили експерименте над затвореницима, са нагласком на покушајима да се пронађу бољи методи за лечење инфекција. Спроводили су експерименте који су укључивали наношење сулфаниламида на намерно инфициране ране, експерименте који су се тицали регенерације и трансплантације костију, мишића и нерава над 86 жена, од којих су 74 биле пољске политичке затворенице у логору. Убијала је здраву децу инјекцијама уља и евипана, а затим уклањала њихове екстремитете и виталне органе. Период од давања инјекције до смрти је трајао од три до пет минута, а особа би до самог краја била полусвесна. Спроводила је неке од најјезивијих и болнијих медицинских експеримената, са нагласком на намерно наношење рана логорашима. Како би симулирала ране које су немачки војници трпели у борби, Оберхојзер је утрљавала стране објекте као што су дрво, зарђали ексери, комадићи стакла, прашина или пиљевина у посекотине.

## Суђење
Херта Оберхојзер је била једина жена оптужени на нирнбершком „Докторском суђењу“, ком приликом је осуђена на 20 година затвора. Казна јој је касније скраћена на пет година.

## Каснији живот
Оберхојзер је пуштена у априлу 1952. године због доброг владања и постала је породични лекар у Западној Немачкој. Изгубила је посао 1956. године када ју је преживели логораш из Равензбрика препознао, а медицинска лиценца јој је поништена 1958. године. Међутим, жалила се, и поново добила право да се бави медицином у априлу 1961. године, након чега је радила у лабораторији у Институту Боделшвинг. Умрла је у јануару 1978. године.